# テレビ朝日那覇支局
テレビ朝日那覇支局（テレビあさひなはしきょく）は、かつてANN系列局がなかった沖縄県の報道取材をカバーするため、1995年9月（同年10月の琉球朝日放送開局）までテレビ朝日が同県那覇市に設置していた支局である。

## 概要・歴史
テレビ朝日の前々身だった日本教育テレビ（NETテレビ）時代から設置（年月不明）されており、同局の株主である朝日新聞那覇支局とともに沖縄タイムス内におかれていた。
1995年10月にテレビ朝日と琉球放送（TBS系列）の共同で設立した琉球朝日放送（QAB）開局により、テレビ朝日那覇支局は解散。同支局の記者だった石底均ら職員は琉球朝日放送に転籍した。
ちなみに沖縄県では、新聞が輸送上の問題や本土復帰当時の地元有力企業保護等の関係で全国紙は少なく、地元地方紙である沖縄タイムスと琉球新報の2紙が大半を占めており、そのため全国紙や沖縄に系列局のないキー局の支局は那覇市にある地元大手の2紙本社内にある。そのうち朝日新聞とQAB開局前のテレビ朝日は沖縄タイムス内、それ以外の全国紙（読売・毎日・産経・日経）と九州地方のブロック紙である西日本新聞、そして日本テレビは琉球新報内にある。
沖縄タイムスは2002年、琉球新報は2005年に本社をそれぞれ現在地に移転したが、後者に支局を構えるマスコミ各社は移転せずに旧社屋に置かれている。